# Walckenaeria korobeinikovi
Walckenaeria korobeinikovi är en spindelart som beskrevs av Sergei L. Esyunin och Viktor E. Efimik 1996. Walckenaeria korobeinikovi ingår i släktet Walckenaeria och familjen täckvävarspindlar. Inga underarter finns listade i Catalogue of Life.